# Jacques Couelle

Jacques Couelle al lavoro

Jacques Couelle (Marsiglia, 7 settembre 1902 – Parigi, 13 febbraio 1996) è stato un architetto e scenografo francese.

## Biografia
È stato uno dei tre architetti (gli altri sono Luigi Vietti, Michele Busiri Vici, e suo figlio Savin Couelle) che hanno inventato lo stile della Costa Smeralda.
Nato in Francia, nel 1902 inizia la sua carriera con la ricerca e lo studio di materiali moderni per l'edilizia. 
La sua architettura si caratterizza immediatamente per l'utilizzo di questi materiali, i quali gli consentono la massima plasticità e fantasia.
Egli si considerava un architetto-scultore ed infatti realizza i suoi modelli approntandone le armature con legno, fil di ferro e calce. Una volta realizzate in scala reale le sue case arrivano a stravolgere la tradizionale morfologia delle forme architettoniche divenendo delle vere e proprie sculture. In esse  infatti è stata abbandonata la rigidezza delle linee e abolito l'uso dell'angolo retto per far spazio a linee morbide e arrotondate.
Di carattere eccentrico, fu amico di Pablo Picasso e Salvador Dalí. Per i suoi meriti artistici, gli viene assegnata la Legion d'Onore all'Accademia Francese. 
Nei primi anni sessanta viene convocato dal Principe Karim Aga Khan IV per far parte del Comitato d'Architettura della Costa Smeralda.
Qui mette in pratica la sua particolare tecnica architettonica utilizzando i materiali poveri della Sardegna, soprattutto granito e legno. 
In Costa Smeralda costruisce con il figlio Savin  l'Hotel "Cala di Volpe" e la sua villa scolpita nella roccia ad Abbiadori, oltre a numerose ville e residenze di lusso.   

### Morte
Dopo una lunga carriera muore all'età di 93 anni